# Michel Murr
Michel Murr (Bteghrine, 29 settembre 1932 – 31 gennaio 2021) è stato un politico libanese.

## Biografia
Di religione cristiano-ortodossa, fu a due riprese Ministro delle Poste e Telecomunicazioni (1979-1980 e 1980-82). Divenne poi Ministro della Difesa (1990-1992) e Ministro dell'Interno (1994-2000).
Lasciò il governo dopo le elezioni del 2000, ma mantenne il seggio di deputato, acquisito nel 1991. Suo figlio, Elias Murr, gli succedette al Ministero dell'Interno nei due governi di Rafiq Hariri tra il 2000 e il 2004.
Nell'ottobre 2004, Michel Murr fu eletto Vicepresidente del Parlamento.
Murr è morto quasi novantenne nel gennaio del 2021, per complicazioni da Covid-19. Al momento del decesso, era il deputato libanese più anziano.